# Pavol Farkaš
Pavol Farkaš, né le 27 mars 1985 à Vráble en Tchécoslovaquie, est un footballeur international slovaque, qui évolue au poste de défenseur.

## Biographie

### Carrière en club
Pavol Farkaš dispute 6 matchs en Ligue des champions, pour un but inscrit, 16 matchs en Ligue Europa et 4 matchs en Coupe Intertoto,.

### Carrière internationale
Michal Breznaník compte trois sélections avec l'équipe de Slovaquie depuis 2006. 
Il est convoqué pour la première fois en équipe de Slovaquie par le sélectionneur national Ján Kocian, pour un match amical contre les Émirats arabes unis le 10 décembre 2006. Il commence la rencontre comme titulaire, et sort du terrain à la 46e minute de jeu, en étant remplacé par Ľubomír Michalík. Le match se solde par une victoire 2-1 des Slovaques.

## Palmarès
- Avec le Artmedia Bratislava
  - Champion de Slovaquie en 2008
  - Vainqueur de la Coupe de Slovaquie en 2008
  - Vainqueur de la Supercoupe de Slovaquie en 2008